# Fernando Baquero Mochales
Fernando Baquero Mochales (Madrid, 9 giugno 1941) è un medico spagnolo direttore dell'Area di investigazione di Biologia ed evoluzione di microrganismi nel reparto di Microbiologia dell'ospedale Ramón y Cayal di Madrid. Ha lavorato come esperto in biologia evolutiva dei batteri e in patogenesi batterica del Centro di Astrobiologia dipendente dal CSIC-INTA, associato al NASA Astrobiology Institute.
È stato anche responsabile della direzione scientifica dell'Instituto Ramón y Cajal de Investigación Sanitaria (IRYCIS).

## Formazione e carriera scientifica
Fernando ha studiato Medicina all'Università Complutense di Madrid. Nel 1973-75 si sposta all'Istituto Pasteur di Parigi dove segue corsi di biochimica, genetica ed ecologia dei batteri resistenti agli antibiotici. Entra all' Hospital Universitario La Paz come ricercatore in microbiologia, diventando poi Capo divisione. Successivamente si trasferisce al nuovo Hospital Universitario Ramón y Cayal di Madrid (dipendente dall'Instituto Madrileño de Salud), dove dal 1977 al 2008 svolge il ruolo di Direttore del Dipartimento di Microbiologia. Dal 2002 al 2015 lavora come ricercatore senior presso il Laboratorio di evoluzione batterica del Centro di Astrobiologia (CSIC-INTA-NASA) a Madrid. Dal 2008 ad oggi è professore di ricerca e direttore dell'area di Biologia ed Evoluzione dei microrganismi presso l'Instituto Ramón y Cajal de Investigaciones Sanitarias (IRYCIS).

## Aree di ricerca
È autore di più di 450 pubblicazioni su libri e riviste scientifiche, essendo uno dei ricercatori spagnoli con più referenze nei database scientifici. Le principali aree di ricerca del professor Baquero Mochales sono:
- Meccanismi di rivelazione, biochimica, genetica, ecologia ed evoluzione della resistenza agli antibiotici, con la scoperta di numerosi meccanismi di resistenza e in particolar modo di traiettorie evolutive e selezione dei geni di resistenza;
- Meccanismi di patogenesi batterica, in particolare nei Listeria: la sua équipe ha dimostrato la presenza di plasmidi nei Listeria, ha identificato il ruolo della Emolisina nella sua patogenesi e ha partecipato al sequenziamento del suo genoma;
- Interazioni batteriche, come quelle mediate dai peptidi: è lo scopritore delle microcine, le ha differenziate dalle colicine E3 e ha descritto il meccanismo genetico della loro produzione nelle Enterobacteriaceae;
- Biologia evolutiva dei batteri, e in particolare propone l'analisi multi-gerarchico dell'evoluzione nei batteri(dal gene all'ecosistema).

## Società scientifiche e premi
È stato presidente della Società Spagnola di Microbiologia, del Gruppo di studio europeo per la sorveglianza della resistenza agli antibiotici (ESGARS), e membro del comitato del Rettore dell'Asociación para el Uso Prudente de los Antibióticos (APUA). È anche membro dell'Accademia americana di Microbiologia e dell'Accademia europea di Microbiologia, dell'Accademia europea di Microbiologia clinica e malattie infettive, così come membro d'onore della Sociedad Española de Biología Evolutiva. Gli è stato conferito il premio ICAAC della Società Americana di Microbiologia(ASM) nel 2002, il premio per l'eccellenza della Società europea di Microbiologia clinica e malattie infettive nel 2005, la medaglia Garrod della Società inglese di chemioterapia antimicrobica nel 2010, il premio Descartes della Comunità europea per la Cooperazione scientifica internazionale nel 2011, il premio André Lwoff della Federazione europea delle società di microbiologia nel 2015, e il premio Arima per Microbiologia applicata dell'Unione internazionale delle società di microbiologia nel 2017. È membro dell'Accademia americana di microbiologia, dell'Accademia europea di microbiologia e dell'Accademia europea di malattie infettive e microbiologia clinica.